# سفين كونيغ
سفين كونيغ (9 ديسمبر 1973 - ) (بالإنجليزية: Sven Koenig)‏ هو لاعب كريكت جنوب أفريقي.